# أتراك تونس
الأتراك في تونس، يعرفون أيضا باسم توركو-تونس والترك التونسيين؛ (بالفرنسية: Turcs de Tunisie) ؛ (بالتركية: Tunus Türkleri) هم من أصل تركي، يشكلون إحدى الأقليات في تونس.
في عام 1534، مع حوالي 10000 جندي تركي، سيطرت الإمبراطورية العثمانية واستقرت في المنطقة عندما طلب سكان تونس المساعدة بسبب مخاوف من غزو الإسبان للبلاد. وهكذا، خلال الحكم العثماني، سيطرت الجالية التركية على الحياة السياسية في المنطقة لقرون. ونتيجة لذلك، تغير المزيج العرقي في تونس بشكل كبير مع الهجرة المستمرة للأتراك من الأناضول، وكذلك أجزاء أخرى من الأراضي العثمانية، لأكثر من 300 عام. بالإضافة إلى ذلك، تزاوج بعض الأتراك مع السكان المحليين وكان نسلهم الذكور يسمى «الكراغلة». ونتيجة لذلك، تم استخدام مصطلحي «الأتراك» و «الكراغلة» بشكل تقليدي للتمييز بين المصطلحين من أصل تركي كامل وجزئي.
في شمال الوطن القبلي، بلدة حمام الأغزاز مأهولة بأحفاد أتراك الأوغوز.[بحاجة لمصدر]

## التركيبة السكانية
تعيش العائلات ذات الأصل التركي بشكل رئيسي بالقرب من المدن الساحلية، مثل تونس والمهدية والحمامات والجزر (مثل جربة)، على الرغم من وجود العديد من الأشخاص الذين يعيشون داخل وسط تونس أيضًا.

## ثقافة

### لغة
في عام 2012، أدخلت الحكومة التونسية اللغة التركية في جميع المدارس الثانوية التونسية.

### دين
جلب الأتراك العثمانيون معهم تعليم المدرسة الحنفية للإسلام خلال الحكم العثماني لتونس، والتي لا تزال باقية بين العائلات المنحدرة من أصل تركي اليوم. تقليديا، المساجد التركية التونسية لها مآذن مثمنة. تشمل الأمثلة على المساجد العثمانية التركية: 

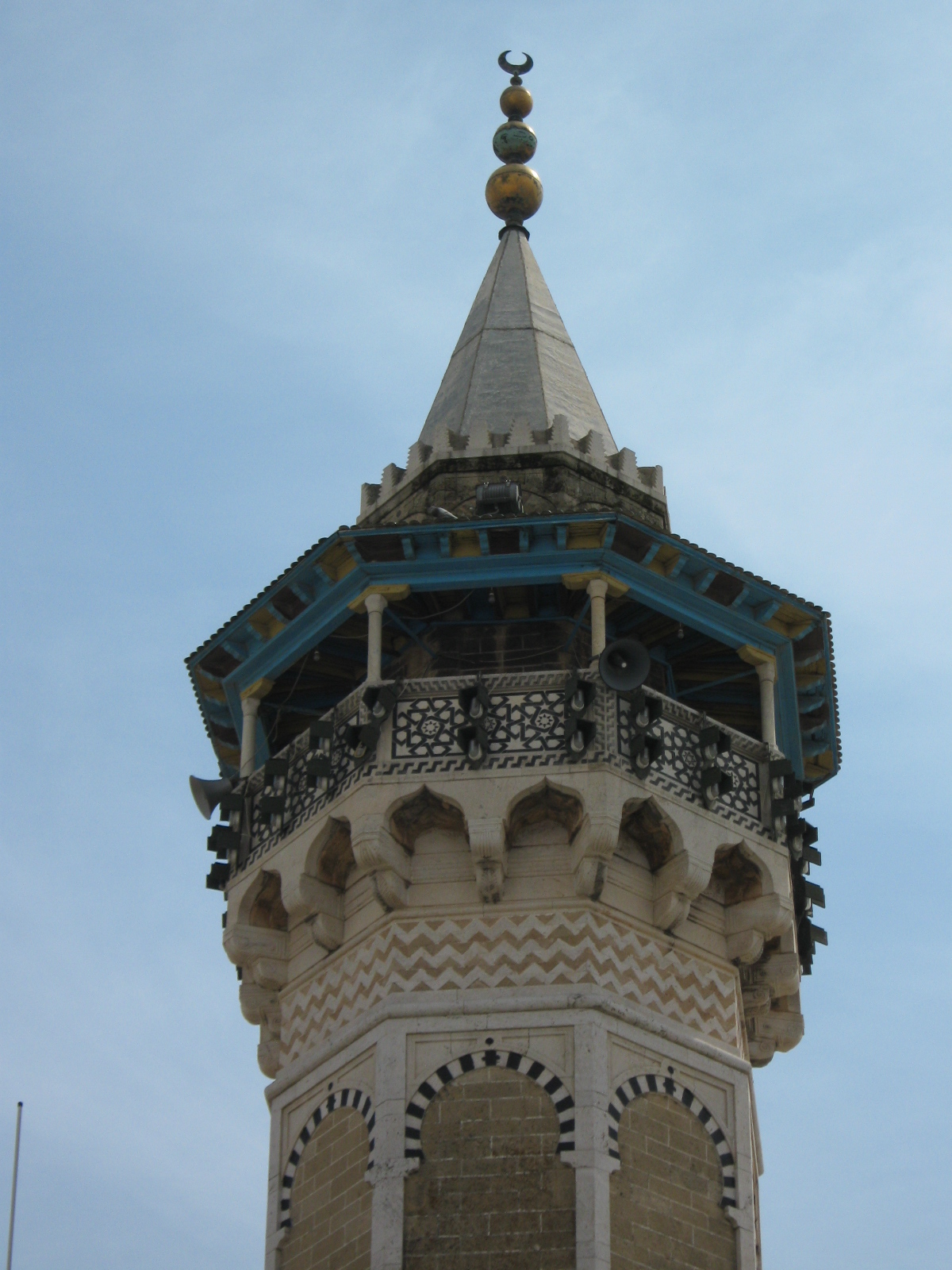
مسجد حمودة باشا
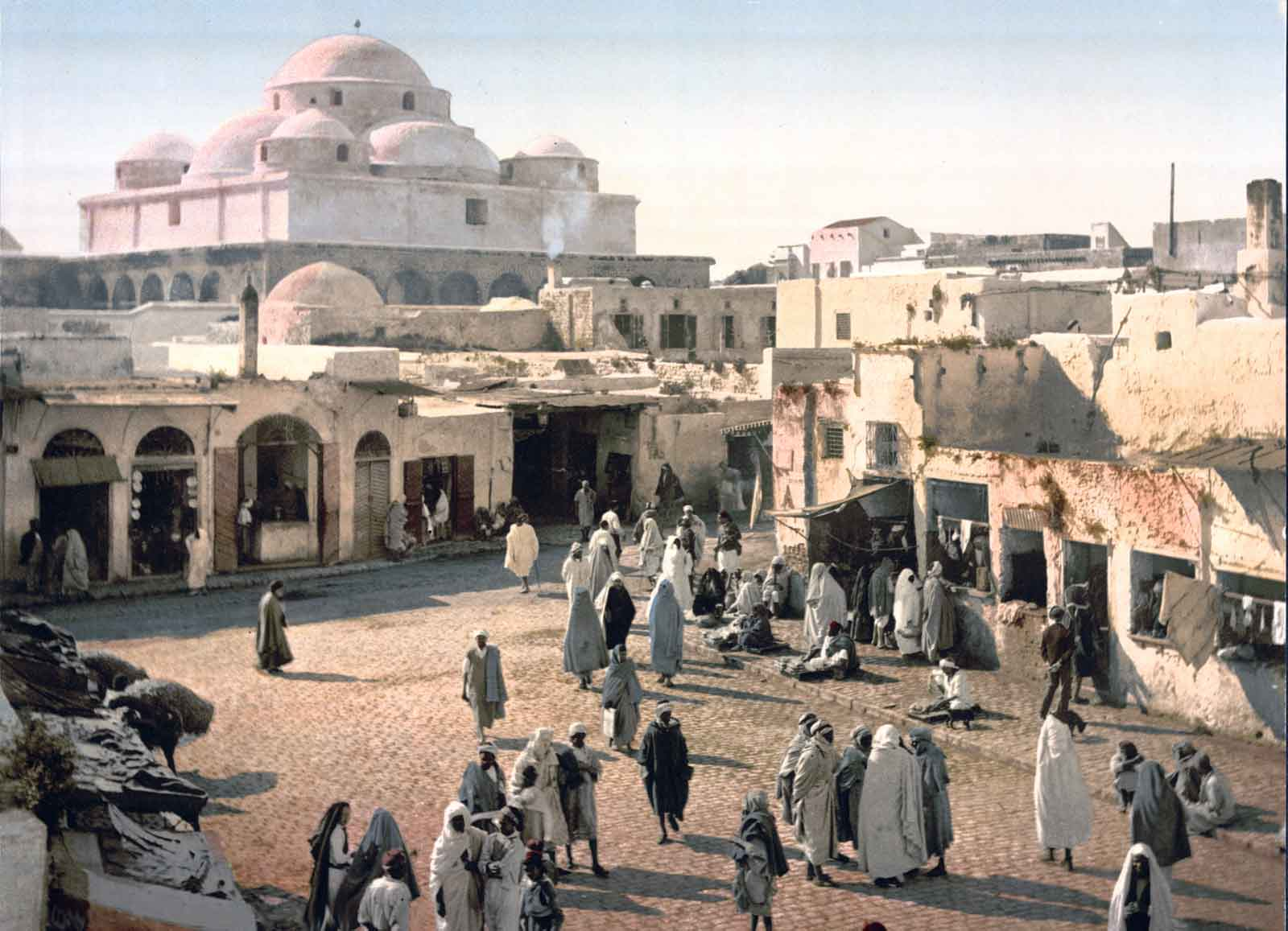
جامع سيدي محرز
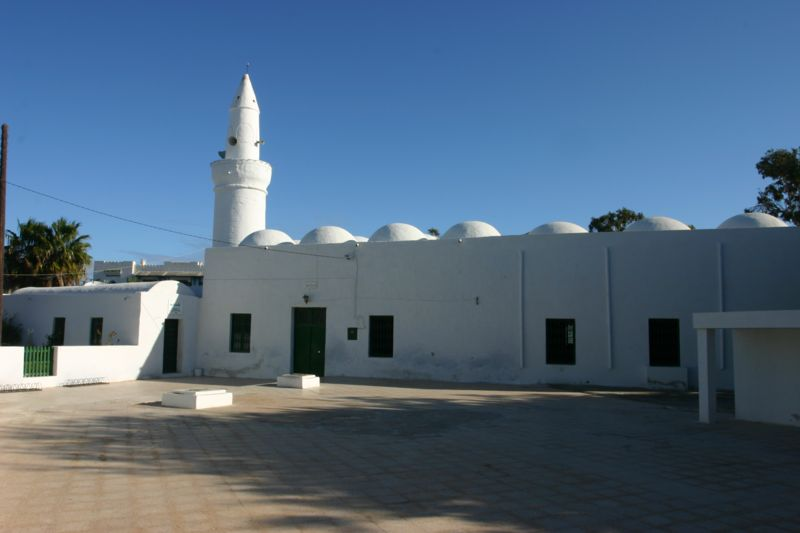
جامع الترك
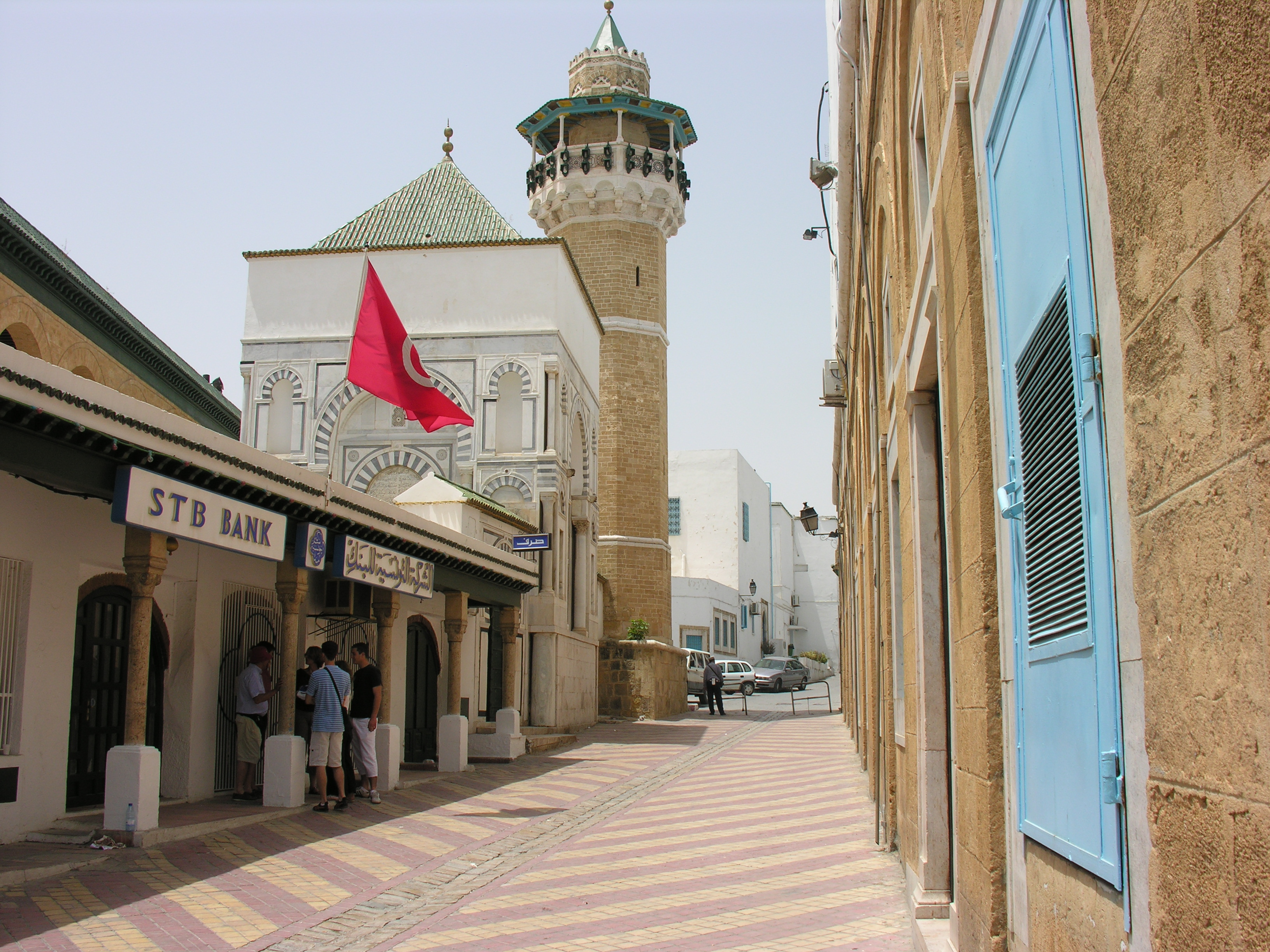
جامع يوسف داي

## مشاهير

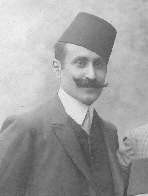
كان علي باش حانبة أحد مؤسسي حركة الشباب التونسي.

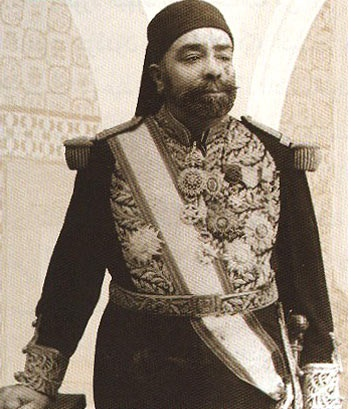
عمل مصطفى الدنقزلي كأول رئيس وزراء لتونس.

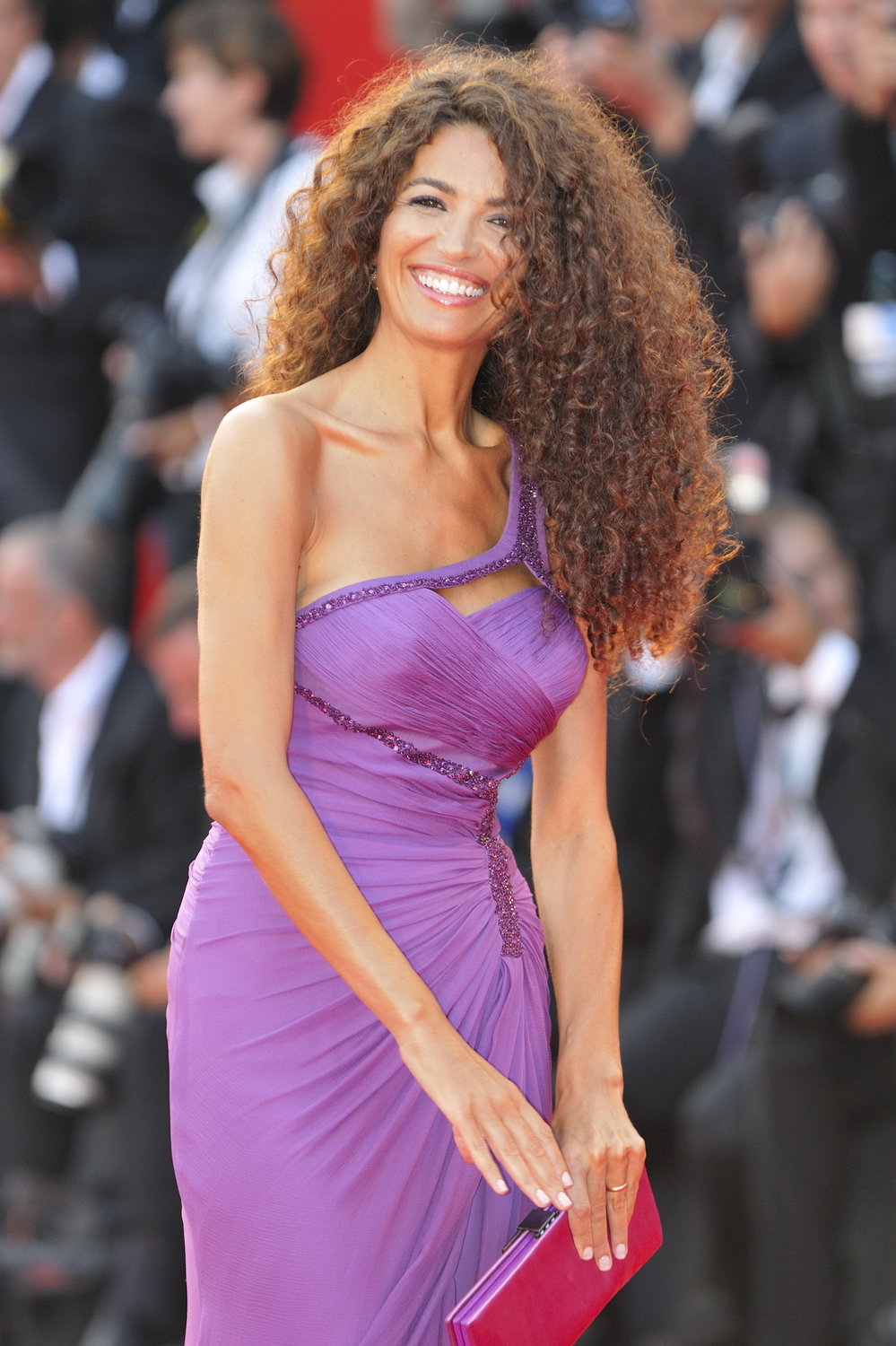
عفاف جنيفان هي عارضة أزياء وممثلة.

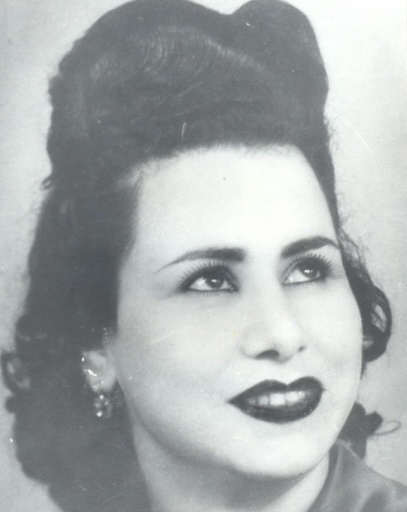
كانت شافية رشدي مغنية وممثلة.

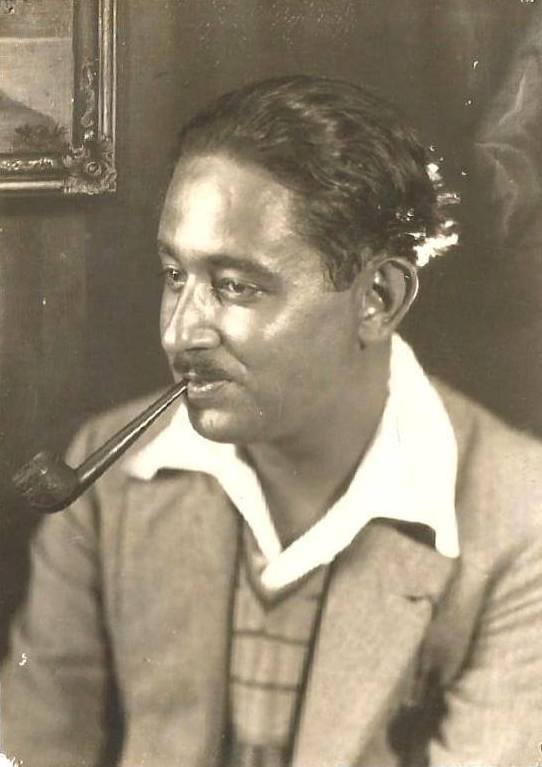
يحيى التركي كان رسامًا.

كان الأتراك في تونس تقليديًا نخبة متميزة في تونس احتلوا مناصب في الجيش والبيروقراطية. ومع ذلك، بحلول القرن التاسع عشر، ربطت الزيجات مع السكان المحليين الأسر الحاكمة بأعيان الشعوب الأصلية. في هذا الوقت، تحول العديد من الأتراك أيضًا إلى التجارة والحرف اليدوية، في البداية في سوق الترك (بازار الأتراك)، حيث ظهر عدد كبير من التجار من أصول تركية. كما دخل الأتراك فيلق الحرفيين. عائلة بن رمضان، من أصل تركي، تدعي الكثير من العائلات التونسية البارزة في المهدية مثل عائلة حمزة، التركي، القزدغلي، آغا، وسنان. وتشمل العائلات التونسية البارزة الأخرى من أصل تركي عائلة بيرم [الفرنسية]
 ، عائلة بالخوجة [الفرنسية]
 ، الماطري، عائلة صفر [الفرنسية]
، عائلة عصمان، مامي وعائلة سليم.
- أحمد عبد الكافي، اقتصادي[14]
- حسن حسني عبد الوهاب، مؤرخ
- محمود أسلان، كاتب [15]
- سلوى التارزي بن عطية، سياسية
- حسين باي الأول، مؤسس الأسرة الحسينية [16]
- محمد صالح براطلي، مقاوم للاحتلال الفرنسي، معارض للرئيس بورقيبة، ناشط حقوقي
- أحمد بيرم، رجل دين
- محمد بيرم، رجل دين
- محمد بيرم الخامس، مفكر
- محمد الطيب بيرم، رجل دين
- أحمد بلخوجة، رجل دين [17]
- أسماء بلخوجة، رائدة الحركة النسائية التونسية [18]
- محمد بلخوجة، سياسي
- علي باش حامبة، صحفي وسياسي [19]
- محمد باش حامبة، كاتب [20]
- محمود بن محمود، مخرج أفلام [21]
- ياسمين بوسون، زوجة إريك بيسون [22]
- لطفي بوشناق، مطرب [23]
- حسان بوحاجب، طبيب [24]
- محمود بورقيبة، صحفي
- أحمد شريف، طبيب
- بشير الدنقزلي، دكتور
- مصطفى الدنقزلي، سياسي [25]
- علي الدوعاجي، أيقونة أدبية وثقافية [26][27]
- عبد الرحمن الدزيري، باحث طبي [28]
- مصطفى القاطبزادي، مدير فنربخشة لكرة القدم
- نازلي فاضل، رائدة الحركة النسائية التونسية [29]
- الصادق غيلب، سياسي [30]
- فضيلة ختمي، ممثلة
- عفاف جنيفان، عارضة أزياء وممثلة [31]
- محمد الحبيب، رائد المسرح والتلفزيون في تونس [32]
- محمود الماطري، طبيب وسياسي [33]
- منصف الماطري، جندي ورجل أعمال سابق
- صخر الماطري، رجل أعمال
- طاهر الماطري، رجل أعمال
- الحبيب عصمان، مصور
- مصطفى عصمان، صحفي
- شافية رشدي، مغنية وممثلة [34][35]
- هشام رستم، ممثل [36]
- مراد سالم، فنان [37]
- رشيد صفر، رئيس الوزراء السابق [38]
- المنجي سليم، زعيم ووزير قومي [39]
- مصطفى كمال التارزي، دبلوماسي
- ناجية ثامر، كاتبة ومنتجة إذاعية [40][41]
- هادي التركي، رسام [3]
- يحيى التركي، رسام [42]
- زبير التركي، رسام [43]
- عبد الجليل الزاوش، وزير العدل (1936–1943)
- الصادق الزمرلي، أستاذ [44]

## قائمة المراجع
- Abun-Nasr، Jamil M. (1982)، "The Tunisian state in the eighteenth century"، Revue de l'Occident musulman et de la Méditerranée، ج. 33، ص. 33–66
- Akar، Metin (1993)، "Fas Arapçasında Osmanlı Türkçesinden Alınmış Kelimeler"، Türklük Araştırmaları Dergisi، ج. 7، ص. 91–110
- روبين ليونارد بيدويل، Robin (2012)، Dictionary Of Modern Arab History، Routledge، ISBN:1136162984.
- Brett، Michael؛ Fentress، Elizabeth (1997)، The Berbers، Wiley-Blackwell، ISBN:0631207678.
- Brunschvig، Robert (1965)، "Justice religieuse et justice laïque dans la Tunisie des Deys et des Beys: jusqu'au milieu du XIXesiècle"، Studia Islamica، Maisonneuve & Larose، ج. 23، ص. 27–70
- Déjeux، Jean (1984)، Dictionnaire des Auteurs Maghrébins de Langue Française، KARTHALA Editions، ISBN:2865370852.
- Ferchiou، Sophie (2001)، Femme, Culture et Créativité en Tunisie، CREDIF، ISBN:9973931378.
- Ferté، Patric؛ Barrera، Caroline (2010)، Etudiants de l'exil : Migrations internationales et universités refuges (XVIe-XXe siècle)، Presses Universitaires du Mirail، ISBN:2810700109.
- Granara، William (2010)، "Ali al-Du'aji (1909-1949)"، في Allen، Roger (المحرر)، Essays in Arabic Literary Biography: 1850-1950، Otto Harrassowitz Verlag، ISBN:3447061413.
- Green، Arnold H. (1978)، The Tunisian Ulama 1873-1915: Social Structure and Response to Ideological Currents، BRILL، ISBN:9004056874.
- Hizmetli، Sabri (1953)، "Osmanlı Yönetimi Döneminde Tunus ve Cezayir'in Eğitim ve Kültür Tarihine Genel Bir Bakış" (PDF)، Ankara Üniversitesi İlahiyat Fakültesi Dergisi، ج. 32، ص. 1–12، مؤرشف من الأصل (PDF) في 2020-04-07
- Hourani، Albert؛ Ruthven، Malise (2002)، A History of the Arab Peoples، Harvard University Press، ISBN:0674010175.
- Jacobs، Daniel؛ Morris، Peter (2002)، The Rough Guide to Tunisia، Rough Guides، ISBN:1858287480.
- Khouaja، Ahmed (1962)، "La biographie familiale comme source de connaissance historique : Le cas de la famille Ben Romdhan de Mahdia (Sahel tunisien) à l'époque coloniale et post-colonial"، La pensée sauvage، C.L. Strauss، مؤرشف من الأصل في 2020-04-07.
- Özdemir، Hikmet (1990)، "Tunus ve Civarında Yaşayan Türkçemiz"، Türk Dünyası Araştırmaları، ج. 18، ص. 153–168
- Smida، Mongi (1971)، Khereddine: Ministre Réformateur, 1873-1877، Maison Tunisenne de l'Édition.
- Puaux، Gabriel (1954)، "Essai de psychanalyse des protectorats nord-africains"، Politique étrangère، ج. 1، ص. 11–28
- UNESCO (2009)، Diversité culturelle et dialogue interculturel en Tunisie، Commission nationale tunisienne pour l'éducation